# Drepanocaryum
Drepanocaryum és un gènere, format per una única espècie, d'angiospermes que pertany a la família de les lamiàcies.

## Espècie
- Drepanocaryum sewerzowii (Regel) Pojark.